# Iphiaulax gaullei
Iphiaulax gaullei är en stekelart som beskrevs av Granger 1949. Iphiaulax gaullei ingår i släktet Iphiaulax och familjen bracksteklar. Inga underarter finns listade i Catalogue of Life.